# Throne: Kingdom at War
Throne: Kingdom at War est un jeu vidéo de stratégie en temps réel massivement multijoueur sur iOS et Android, développé par Plarium et sorti en 2016. Le jeu se déroule dans un royaume fictif dans lequel les joueurs construisent leurs villes et s'affrontent dans des guerres de clans.

## Système de jeu
Le jeu se déroule dans le royaume fictif d'Amaria, dont le monarque est mort. Les joueurs doivent ériger des villes, créer des armées, construire des bâtiments de ressources, et partir en guerre. Les armées sont constituées de chevaliers, lanciers, cavaliers, unités de siège, éclaireurs et autres personnages au style médiéval qui se livrent batailles en joueur contre joueur et joueur contre l'environnement. Les joueurs peuvent dépenser des ressources dans des "Études", ou rechercher des améliorations qui permettent de perfectionner leurs villes, armées et autres ressources.

## Accueil
Le jeu a globalement été reçu de façon positive, Jennifer Allen de Gamezebo expliquant que Throne « possède un thème médiéval plaisant », et que « former des alliances pour peu à peu conquérir de nouvelles terres est ce qui rend intéressant Throne Kingdom at War. Combattre est particulièrement appréciable, même s'il faudra un peu de temps avant d'en arriver là... », et « il y a un sens de la progression qui vous pousse à revenir jouer quelques minutes tout au long de la journée ».